# 二甲站
二甲站是一个大准线上的铁路车站，位于内蒙古自治区凉城县二甲，建于1993年，目前为四等站，邮政编码为013763。目前客运：办理旅客乘降；不办理行李、包裹托运；货运：办理整车货物发到。